# Бир Бол
«Бир Бол» (кирг. Бир Бол) — либеральная политическая партия в Кыргызстана, созданная в 2010 году. Партия не имеет единоличного лидера — руководство осуществляется коллегиально, а работу партии возглавляет Политический совет, состоящий из 19 человек. Совет может избирать президиум Бир Бола из своего состава.

## Название
Название партии «Бир Бол» переводится различными источниками с киргизского как «Быть вместе», «Будь един» или «Вместе». Её полное название — «Бир Бол — Политическая партия Государственного единства и патриотизма» (кирг. Бир Бол Мамлекеттик биримдик жана мекенчилдик саясий партиясы).

## История партии
Партия была создана Учредительным съездом в 2010 году, зарегистрирована 28 июня 2010 года как «Либерально-демократическая Партия Бир Бол». Одним из основателей в партии считается Алтынбек Сулейманов.

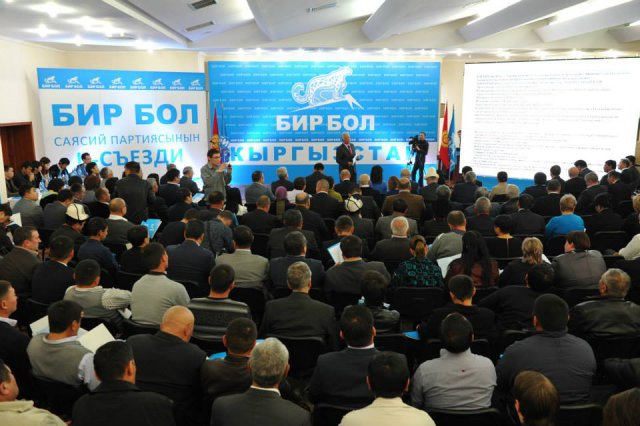
II съезд партии Бир Бол

16 ноября 2013 года состоялся II съезд партии, на котором название было изменено на «„Бир Бол“ — Политическая партия Государственного единства и патриотизма», одновременно с этим были утверждены стратегическая платформа и устав. Создатели организации сообщили, что партийная работа будет выстраиваться на основе принципов патриотизма и государственного единства. Идеологическая платформа была представлена историком Кыясом Молдокасымовым, который объявил, что партия выступает за обновление общества и поэтапное решение проблем.

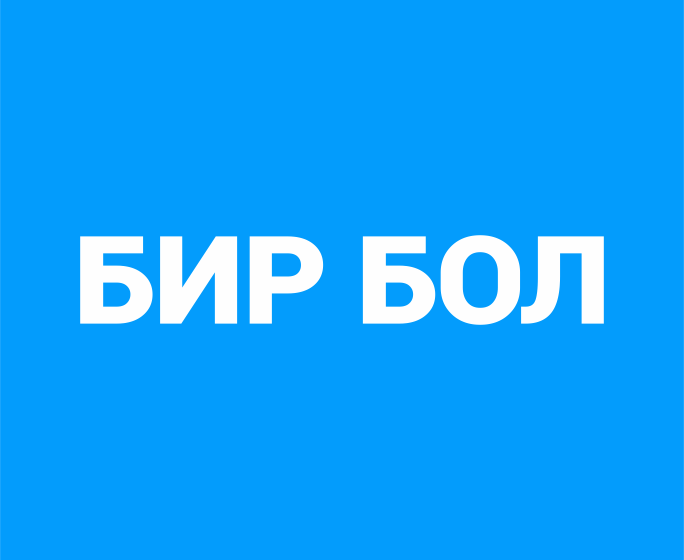
Старый логотип партии

По итогам прошедших выборов 18 августа 2013 года партия получила 4 мандата Карасууского городского кенеша Ошской области.

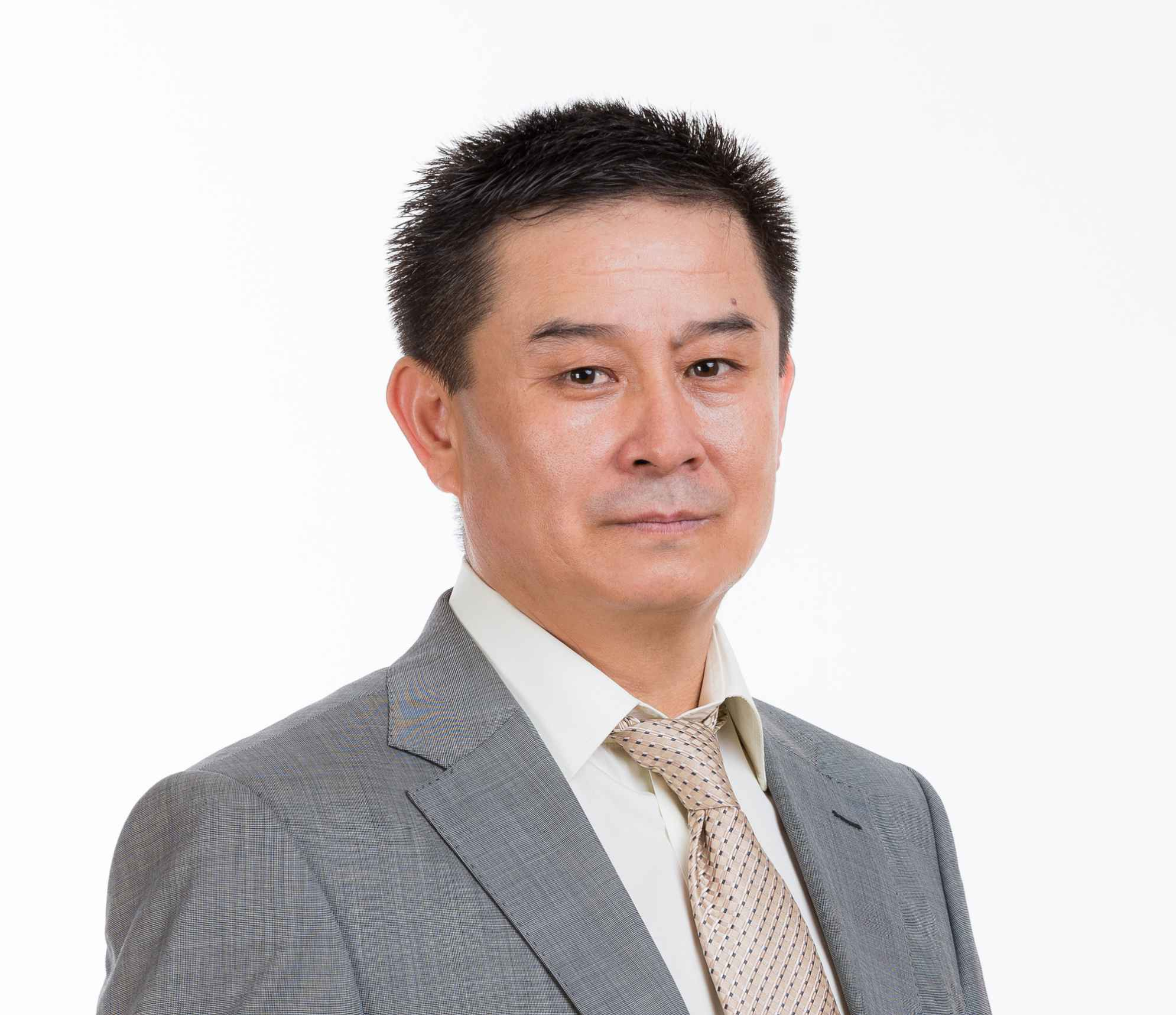
Эсеналиев Досалы

27 января 2014 году на III внеочередном съезде Эсеналиев Досалы был избран руководителем исполнительного комитета.
30 апреля 2014 года был проведён IV съезд, на котором были избраны члены политсовета партии.
По итогам прошедших выборов в Токтогульский городской кенеш 13 апреля 2014 года получила 3 мандата.

### Деятельность в парламенте
На парламентских выборах 2015 года партия набрала 8,4 % голосов, преодолев семи-процентный барьер. Изначально партия входила в оппозицию, однако 3 ноября 2016 года вместе с СДПК и партией Кыргызстан вошла в Коалицию большинства, которая выдвинула кандидатов на разные должности в правительстве и получила одобрение от президента Алмазбека Атамбаева.
В 2017 году в отношении двух депутатов парламента Кыргызстана от «Бир Бола» были возбуждены уголовные дела по обвинению в коррупции.
В том же году Коалиция большинства предложила кандидатуру Дастанбека Джумабекова на пост спикера парламента, предложение поддержали 80 депутатов, кандидат был избран. В декабре представитель партии «Бир Бол» Аскарбек Шадиев был избран первым вице-премьером.
6 октября 2020 года представитель партии Мыктыбек Абдылдаев возглавил парламент Кыргызстана, после отставки Дастанбека Джумабекова с этого поста, однако уже 10 октября подал в отставку.

### Предвыборная кампания (2020)
3 марта 2020 года, перед выборами в парламент Кыргызстана на сайте 24.kg были опубликованы материалы про предвыборные обещания некоторых политических партий страны, среди которых оказался и «Бир Бол». В статье сообщалось, что из 65 предвыборных проектов партии были осуществлены только 3,08 %. Некоторые политологи в защиту партии сказали, что обещания можно было бы выполнить, если бы «Бир Бол» получил большинство мест в парламенте или занял второе место.
Незадолго до выборов был обновлён состав политического совета партии, Алтынбек Сулайманов сказал, что народ хотел изменений и новых лиц, что и сделала партия.
Согласно данным социологического опроса фонда «Общее дело» партия занимала 11 место в стране по рейтингу с результатом 0,3 % голосов. Среди всех опрошенных 58 % респондентов затруднились ответить, 14 % собирались проголосовать против всех.
Партия вошла в шестёрку партий с наибольшими затратами на выборы, вместе со следующими организациями: Мекеним Кыргызстан, Биримдик, Кыргызстан, Социалистическая партия «Ата Мекен» и Замандаш.
В списке «Бир Бол» находилось 109 кандидатов (ЦИК представил список из 108 человек), первым был Алмамбет Шыкмаматов, бывший глава парламентской фракции партии Ата-Мекен, вступивший в Бир Бол в июне 2020 года, после скандала с Омурбеком Текебаевым, вторым в списке был экс-председатель Бишкекского международного третейского суда по недрам и коммерции Жоомарт Жолдошев, третьим — бизнесмен Фарходбек Алимжанов. 63 % кандидатов от партии были мужчинами (68 человек), 37 % женщинами (40 человек).
Партия предлагала создать открытое управление в сфере здравоохранения, внедрить систему обязательного медицинского страхования, с использованием механизмов социальной поддержки малообеспеченных слоёв населения, передать треть больниц в частную собственность и перевести документы в электронный формат.
На выборах 2020 года было объявлено, что партия получила 3,08 % голосов, после чего вместе с 10 другими партиями Бир Бол потребовала отменить итоги голосования, что впоследствии сделал ЦИК и провести международный технический аудит. Партия вошла в Координационный совет по передачи власти в Кыргызстане.

## Структура партии
Партия не имеет лидера — всё управление деятельностью производит избранный внутри партии Политический совет из 19 человек, для решения некоторых вопросов из состава совета избирается президиум.

## Программа партии
Партия является либеральной и, по данным Al Jazeera, пророссийской.
Программа партии состоит из плана действий в пяти различных направлениях. В экономической сфере партией предлагается упрощение системы фискальной отчётности, сокращение числа проверающих органов до минимума, создание комитета государственных доходов посредством объединения налоговой и таможенной служб и сокращение отчислений в социальный фонд с 27,5 % до 15 %. В вопросах государственного управления партия придерживается идеи наделения регионов большими полномочиями, так, согласно программе, планируется проведение административно-территориальной реформы в стране (упраздение областей и укрупнение районов) и развитие концепции сервисного государства. В программе «Бир Бол» предусматривается внедрение ваучерной системы финансирования (то есть каждый школьник получает образовательный ваучер, который может потратить на обучение в любой школе), возможность назначения директоров школ родителям и учителям через попечительский совет, внедрение уроков английского языка и программирования с первого класса, обеспечение всех школ Интернетом и горячей водой и повышение зарплат врачам и учителям в два раза. Отдельный план действий в программе посвящён здравоохранению Кыргызстана, например, предлагается перевод всех документов в электронный формат и передача трети больниц в частные руки путём проведения конкурса. Также предусматривается введение моратория на охоту на краснокнижных животных, запрет продажи пластиковых пакетов и повышение экологической ответственности производств.